# ملس ساهاکیان
ملس آرتاوازدی ساهاکیان (ارمنی: Մելս Արտավազդի Սահակյան؛ زادهٔ ۸ ژوئن ۱۹۴۰) یک  سیاستمدار اهل ارمنستان است که از تاریخ ۱۹۹۰ تا تاریخ ۱۹۹۵ سمت نمایندگی دوره اول شورای عالی جمهوری ارمنستان را برعهده داشت.

## زندگی‌نامه
در ۸ ژوئن ۱۹۴۰ ‏در ارمنستان به دنیا آمد . 